# Messier 2
A Messier 2 (más néven M2 vagy NGC 7089) egy gömbhalmaz a Vízöntő csillagképben.

## Felfedezése
A Messier 2-t Jean-Dominique Maraldi francia csillagász fedezte fel 1746. szeptember 11-én, miközben egy üstököst figyelt meg. 1760-ban, pontosan 14 évvel később (szintén szeptember 11-én) Maralditól függetlenül Charles Messier is felfedezte a gömbhalmazt, de nem tudta csillagokra bontani. William Herschel volt az első, aki a halmazban különálló csillagokat tudott azonosítani (1794-ben).

## Megfigyelési lehetőség
Szeptembertől novemberig látható az esti égbolton.
Az M2 a β Aquarii csillagtól 5 fokra északra figyelhető meg. Mivel fényessége 6,6 magnitúdó, szabad szemmel csak nagyon kedvező körülmények között látható. Egy egyszerű színházi látcső vagy távcső segítségével már könnyedén megtalálható, mivel az égboltnak egy csillagokban nem különösebben gazdag részén helyezkedik el. Az M2 figyelemre méltóan elliptikus.
A Messier-maraton során az M54 után és az M75 előtt érdemes felkeresni hajnalban.

## Tudományos adatok
Az M2 átmérője körülbelül 175 fényév, hozzávetőlegesen 150 000 csillagból áll, és egyike a legnagyobb ismert gömbhalmazoknak. Legfényesebb csillagai sárga és vörös óriások, melyek magnitúdója 13,1. Az M2 körülbelül 5,3 km/s sebességgel közeledik felénk. Jelenlegi távolsága a Földtől 37 500 fényév.
Viszonylag kevés változócsillagot tartalmaz. Ezek többsége RR Lyrae-típusú, mellettük néhány cefeida és egy RV Tauri-típusú is van.